# Temporada 1994-95 de los Charlotte Hornets
La temporada 1994-95 fue la séptima de los Charlotte Hornets en la NBA. La temporada regular acabó con 50 victorias y 32 derrotas, ocupando el cuarto puesto de la conferencia Este, clasificándose para los playoffs, en los que cayeron en primera ronda ante Chicago Bulls.

## Elecciones en elDraft
| Ronda | Puesto | Jugador        | Posición | Nacionalidad   | Universidad |
| ----- | ------ | -------------- | -------- | -------------- | ----------- |
| 2     | 38     | Darrin Hancock | SF       | Estados Unidos | Kansas      |

## Temporada regular
| División Central      | División Central | División Central | División Central | División Central | División Central | División Central | División Central | División Central |
| Equipo                | G                | P                | %                | PD               | Casa             | Fuera            | Div              |                  |
| --------------------- | ---------------- | ---------------- | ---------------- | ---------------- | ---------------- | ---------------- | ---------------- | ---------------- |
| y-Indiana Pacers      | 52               | 30               | .634             | –                | 33–8             | 19–22            | 18–10            |                  |
| x-Charlotte Hornets   | 50               | 32               | .610             | 2                | 29–12            | 21–20            | 17–11            |                  |
| x-Chicago Bulls       | 47               | 35               | .573             | 5                | 28–13            | 19–22            | 16–12            |                  |
| x-Cleveland Cavaliers | 43               | 39               | .524             | 9                | 26–15            | 17–24            | 17–11            |                  |
| x-Atlanta Hawks       | 42               | 40               | .512             | 10               | 24–17            | 18–23            | 9–19             |                  |
| Milwaukee Bucks       | 34               | 48               | .415             | 18               | 22–19            | 12–29            | 13–15            |                  |
| Detroit Pistons       | 28               | 54               | .341             | 24               | 22–19            | 6–35             | 8–20             |                  |

## Playoffs

### Primera ronda
Charlotte Hornets  vs. Chicago Bulls
| Fecha       | Partido                                  | Ciudad    |
| ----------- | ---------------------------------------- | --------- |
| 28 de abril | Charlotte Hornets 100, Chicago Bulls 108 | Charlotte |
| 30 de abril | Charlotte Hornets 106, Chicago Bulls 89  | Charlotte |
| 2 de mayo   | Chicago Bulls 103, Charlotte Hornets 80  | Chicago   |
| 4 de mayo   | Chicago Bulls 85, Charlotte Hornets 84   | Chicago   |
|             | Chicago Bulls gana las series 3-1        |           |

## Estadísticas

### Temporada regular
| Rk | Jugador         | Edad | P  | PT | MP   | TC  | TCI  | %TC  | T3  | T3I | %T3  | TL  | TLI | %TL   | RO  | RD  | RT  | AS  | RB  | TAP | BP  | FP  | PTS  |
| -- | --------------- | ---- | -- | -- | ---- | --- | ---- | ---- | --- | --- | ---- | --- | --- | ----- | --- | --- | --- | --- | --- | --- | --- | --- | ---- |
| 1  | Larry Johnson   | 25   | 81 | 81 | 39.9 | 7.2 | 15.0 | .480 | 1.0 | 2.6 | .386 | 3.4 | 4.4 | .774  | 2.3 | 4.9 | 7.2 | 4.6 | 1.0 | 0.3 | 2.6 | 2.1 | 18.8 |
| 2  | Alonzo Mourning | 24   | 77 | 77 | 38.2 | 7.4 | 14.3 | .519 | 0.1 | 0.4 | .324 | 6.4 | 8.4 | .761  | 2.6 | 7.3 | 9.9 | 1.4 | 0.6 | 2.9 | 3.1 | 3.6 | 21.3 |
| 3  | Muggsy Bogues   | 30   | 78 | 78 | 33.7 | 4.5 | 9.4  | .477 | 0.1 | 0.4 | .200 | 2.1 | 2.3 | .889  | 0.7 | 2.6 | 3.3 | 8.7 | 1.3 | 0.0 | 1.7 | 1.9 | 11.1 |
| 4  | Hersey Hawkins  | 28   | 82 | 82 | 33.3 | 4.8 | 9.9  | .482 | 1.6 | 3.6 | .440 | 3.2 | 3.7 | .867  | 0.7 | 3.1 | 3.8 | 3.2 | 1.5 | 0.2 | 1.8 | 2.2 | 14.3 |
| 5  | Scott Burrell   | 24   | 65 | 62 | 31.0 | 4.3 | 9.1  | .467 | 1.5 | 3.6 | .409 | 1.5 | 2.2 | .694  | 1.5 | 4.2 | 5.7 | 2.5 | 1.2 | 0.6 | 1.3 | 2.9 | 11.5 |
| 6  | Dell Curry      | 30   | 69 | 0  | 24.9 | 5.0 | 11.3 | .441 | 2.2 | 5.2 | .427 | 1.4 | 1.6 | .856  | 0.6 | 1.8 | 2.4 | 1.6 | 0.8 | 0.3 | 1.4 | 2.1 | 13.6 |
| 7  | Kenny Gattison  | 30   | 21 | 0  | 19.5 | 2.2 | 4.8  | .470 | 0.0 | 0.0 | .000 | 1.5 | 2.4 | .608  | 1.0 | 2.6 | 3.6 | 0.8 | 0.3 | 0.7 | 1.0 | 3.0 | 6.0  |
| 8  | Robert Parish   | 41   | 81 | 4  | 16.7 | 2.0 | 4.6  | .427 | 0.0 | 0.0 |      | 0.9 | 1.2 | .703  | 1.1 | 3.2 | 4.3 | 0.5 | 0.3 | 0.4 | 0.8 | 1.6 | 4.8  |
| 9  | Michael Adams   | 32   | 29 | 0  | 15.3 | 2.3 | 5.1  | .453 | 1.0 | 2.8 | .358 | 0.9 | 1.0 | .833  | 0.2 | 0.8 | 1.0 | 3.3 | 0.8 | 0.0 | 0.9 | 1.4 | 6.5  |
| 10 | Tony Bennett    | 25   | 3  | 0  | 15.3 | 2.0 | 4.3  | .462 | 0.7 | 3.0 | .222 | 0.0 | 0.0 |       | 0.0 | 0.7 | 0.7 | 1.3 | 0.0 | 0.0 | 1.0 | 2.0 | 4.7  |
| 11 | Greg Sutton     | 27   | 53 | 4  | 13.0 | 1.8 | 4.3  | .409 | 0.8 | 2.2 | .374 | 0.6 | 0.8 | .711  | 0.2 | 0.9 | 1.1 | 1.7 | 0.6 | 0.0 | 1.0 | 2.2 | 5.0  |
| 12 | David Wingate   | 31   | 52 | 9  | 9.9  | 1.0 | 2.3  | .410 | 0.1 | 0.4 | .182 | 0.3 | 0.5 | .750  | 0.2 | 0.9 | 1.2 | 1.1 | 0.4 | 0.1 | 0.5 | 1.2 | 2.3  |
| 13 | Joe Wolf        | 30   | 63 | 6  | 9.3  | 0.6 | 1.3  | .469 | 0.0 | 0.1 | .333 | 0.2 | 0.3 | .750  | 0.5 | 1.5 | 2.0 | 0.6 | 0.1 | 0.1 | 0.3 | 1.6 | 1.4  |
| 14 | Darrin Hancock  | 23   | 46 | 7  | 9.2  | 1.5 | 2.6  | .562 | 0.0 | 0.1 | .333 | 0.3 | 0.8 | .410  | 0.3 | 0.8 | 1.2 | 0.7 | 0.4 | 0.1 | 0.7 | 1.0 | 3.3  |
| 15 | Tom Tolbert     | 29   | 10 | 0  | 5.7  | 0.6 | 1.8  | .333 | 0.0 | 0.4 | .000 | 0.2 | 0.2 | 1.000 | 0.7 | 1.0 | 1.7 | 0.2 | 0.0 | 0.0 | 0.3 | 0.9 | 1.4  |
| 16 | James Blackwell | 26   | 4  | 0  | 4.8  | 0.5 | 0.8  | .667 | 0.0 | 0.0 |      | 0.0 | 0.0 |       | 0.0 | 0.8 | 0.8 | 1.3 | 0.3 | 0.0 | 0.5 | 0.3 | 1.0  |

### Playoffs
| Rk | Jugador         | Edad | P | PT | MP   | TC  | TCI  | %TC  | T3  | T3I | %T3  | TL  | TLI  | %TL   | RO  | RD  | RT   | AS  | RB  | TAP | BP  | FP  | PTS  |
| -- | --------------- | ---- | - | -- | ---- | --- | ---- | ---- | --- | --- | ---- | --- | ---- | ----- | --- | --- | ---- | --- | --- | --- | --- | --- | ---- |
| 1  | Alonzo Mourning | 24   | 4 | 4  | 43.5 | 6.0 | 14.3 | .421 | 1.0 | 2.0 | .500 | 9.0 | 10.8 | .837  | 3.5 | 9.8 | 13.3 | 2.8 | 0.8 | 3.3 | 3.5 | 4.3 | 22.0 |
| 2  | Larry Johnson   | 25   | 4 | 4  | 43.0 | 7.8 | 16.3 | .477 | 0.3 | 2.3 | .111 | 5.0 | 6.3  | .800  | 2.5 | 3.3 | 5.8  | 2.8 | 1.0 | 0.5 | 1.5 | 1.8 | 20.8 |
| 3  | Muggsy Bogues   | 30   | 4 | 4  | 36.3 | 3.5 | 11.3 | .311 | 0.3 | 0.8 | .333 | 1.3 | 1.3  | 1.000 | 0.8 | 0.8 | 1.5  | 6.3 | 1.0 | 0.0 | 2.3 | 2.0 | 8.5  |
| 4  | Hersey Hawkins  | 28   | 4 | 4  | 32.5 | 3.3 | 8.0  | .406 | 1.0 | 3.3 | .308 | 3.8 | 4.3  | .882  | 1.3 | 4.0 | 5.3  | 2.0 | 1.5 | 0.5 | 2.3 | 3.3 | 11.3 |
| 5  | Dell Curry      | 30   | 4 | 0  | 26.8 | 4.0 | 8.5  | .471 | 2.3 | 5.3 | .429 | 2.5 | 2.8  | .909  | 1.3 | 1.0 | 2.3  | 1.5 | 0.0 | 0.0 | 1.5 | 2.8 | 12.8 |
| 6  | David Wingate   | 31   | 4 | 4  | 18.3 | 3.3 | 6.8  | .481 | 0.5 | 1.5 | .333 | 1.0 | 1.5  | .667  | 0.8 | 0.8 | 1.5  | 3.8 | 1.0 | 0.0 | 1.0 | 3.5 | 8.0  |
| 7  | Robert Parish   | 41   | 4 | 0  | 17.8 | 1.5 | 2.8  | .545 | 0.0 | 0.0 |      | 0.5 | 1.3  | .400  | 1.0 | 1.3 | 2.3  | 0.3 | 0.0 | 0.8 | 0.3 | 0.5 | 3.5  |
| 8  | Kenny Gattison  | 30   | 4 | 0  | 14.5 | 1.3 | 2.0  | .625 | 0.0 | 0.0 |      | 1.3 | 2.0  | .625  | 1.3 | 1.8 | 3.0  | 0.5 | 0.5 | 0.0 | 1.3 | 4.0 | 3.8  |
| 9  | Michael Adams   | 32   | 1 | 0  | 11.0 | 2.0 | 5.0  | .400 | 0.0 | 2.0 | .000 | 0.0 | 0.0  |       | 0.0 | 1.0 | 1.0  | 2.0 | 0.0 | 0.0 | 0.0 | 0.0 | 4.0  |
| 10 | Greg Sutton     | 27   | 3 | 0  | 7.7  | 0.0 | 2.3  | .000 | 0.0 | 1.7 | .000 | 0.0 | 0.0  |       | 1.0 | 0.7 | 1.7  | 1.0 | 0.0 | 0.0 | 0.3 | 0.3 | 0.0  |
| 11 | Darrin Hancock  | 23   | 3 | 0  | 6.0  | 0.7 | 2.0  | .333 | 0.0 | 0.0 |      | 0.0 | 0.0  |       | 0.7 | 0.7 | 1.3  | 0.3 | 0.3 | 0.0 | 1.0 | 1.7 | 1.3  |
| 12 | Joe Wolf        | 30   | 1 | 0  | 3.0  | 0.0 | 0.0  |      | 0.0 | 0.0 |      | 0.0 | 0.0  |       | 0.0 | 0.0 | 0.0  | 0.0 | 0.0 | 0.0 | 0.0 | 0.0 | 0.0  |

## Galardones y récords
| Jugador         | Galardón |
| Larry Johnson   | All-Star |
| Alonzo Mourning | All-Star |